# Ојбин
Ојбин (њем. Oybin) општина је у њемачкој савезној држави Саксонија. Једно је од 59 општинских средишта округа Герлиц. Према процјени из 2010. у општини је живјело 1.549 становника. Посједује регионалну шифру (AGS) 14626430.

## Географски и демографски подаци
Ојбин се налази у савезној држави Саксонија у округу Герлиц. Општина се налази на надморској висини од 389 метара. Површина општине износи 18,2 km². У самом мјесту је, према процјени из 2010. године, живјело 1.549 становника. Просјечна густина становништва износи 85 становника/km².